# O sport, ty - mir!
O sport, ty - mir! è un film documentario del 1981 sulle Olimpiadi di Mosca 1980 diretto dal regista russo Yuri Ozerov, conosciuto anche con il titolo internazionale Oh Sport, You Are Peace!  La pellicola è il film ufficiale dei Giochi olimpici di Mosca 1980, creato su commissione del CIO.

## Trama
Il film descrive, come tutti i film olimpici, alcune competizioni di questa edizione dei Giochi e in particolare modo le gare di atletica leggera. Nel film non vi è alcun riferimento al boicottaggio statunitense, che invece caratterizzò mediaticamente e sportivamente questa Olimpiade.
Vengono maggiormente ricordate le imprese dei mezzofondisti britannici Steve Ovett e Sebastian Coe, la vittoria nel decathlon del britannico Daley Thompson, la doppietta sui 5000 metri e 10000 metri dell'etiope Miruts Yifter e la vittoria dell'italiano Pietro Mennea nei 200 metri piani, che sfruttò al meglio l'assenza degli statunitensi e batté in rimonta il britannico Allan Wells.
Nel film viene anche in particolar modo lodata l'eccellenza sovietica.